# Akrav israchanani
Akrav israchanani ist eine wahrscheinlich zwischen 1960 und 1991 ausgestorbene Art der Skorpione und die einzige bekannte Art der Akravidae. Die einzige Fundstelle ihrer Überreste ist die im April 2006 entdeckte Ajalon-Höhle in Israel.

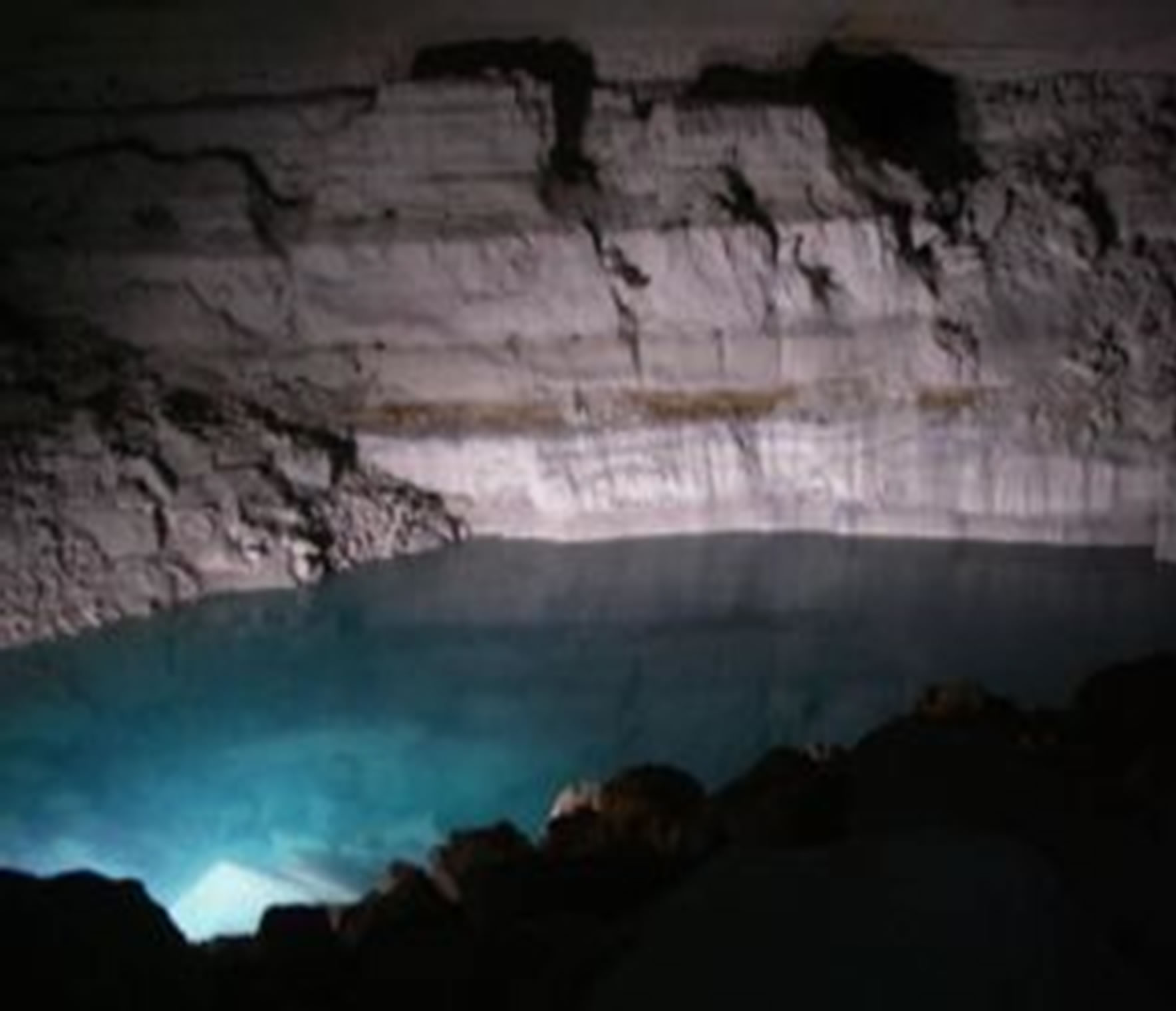
Ajalon-Höhle, Halle mit dem Höhlensee

## Auffinden
Im April 2006 wurde in einem Kalksteinbruch in Israel die Ajalon-Höhle entdeckt. Bei der näheren Untersuchung der Höhle fand man neben lebenden wirbellosen Höhlentieren verschiedener Arten die ausgehöhlten Exoskelette von Skorpionen. Sie klebten auf den Felsen am Ufer eines kleinen Höhlensees, ihre Fundstellen korrespondierten mit den vermuteten unterschiedlichen Wasserständen des Sees. Die Skorpione wurden an ihren Fundstellen fotografiert und vorsichtig von den Felsen gelöst.

## Merkmale
Die teilweise beim Ablösen von den Felsen der Höhle oder schon zu einem früheren Zeitpunkt in Einzelteile zerfallenen Hüllen und Körperteile stammten von mindestens 20 verschiedenen Skorpionen. Israel Naaman, der die Skorpione in der Ajalon-Höhle entdeckt und aufgesammelt hatte, nannte in seiner 2011 fertiggestellten Magisterarbeit die Zahl von 32 aufgefundenen Skorpionen. Die Hüllen der Tiere befanden sich trotz der Fragmentierung in einem guten Zustand, der die diagnostischen Merkmale weitgehend bewahrt hatte. Dies wurde auf die klimatischen Bedingungen in der Höhle zurückgeführt, die bei annähernd 100 % Luftfeuchtigkeit und hohen Temperaturen einen hohen Gehalt von Schwefelwasserstoff in der Atmosphäre aufwies.
Bei den aufgefundenen Hüllen handelte es sich um die von sämtlichen Weichteilen befreiten Überreste brauner, mittelgroßer und langgestreckter Skorpione mit einer Körperlänge von etwa 50 mm. Der Carapax hat leicht erhobene Kanten, das Sternum ist fünfeckig und länger als breit. Die Glieder des Metasoma sind länger als breit und an der Unterseite gefurcht. Die Tiere haben weder Augen noch erkennbare Anlagen dafür. Die Scherenfinger ihrer Pedipalpen sind lang, dünn und tragen auffällig gebogene Spitzen.
Die Cheliceren haben keine ventralen Serrulae. Die langgestreckten Chelae sind auf der ganzen Länge mit aneinander gereihten und einander teilweise überlappenden Gruppen von Dentikeln versehen. Dabei trägt der feste Scherenfinger die Trichobothrien ib und it, auf der ventralen Seite der Scherenbasis sind die Trichobothrien V1 bis V4 über die ganze Länge in einer geraden Reihe angeordnet.  Auf der Patella sind die ventralen Trichobothrien V1 bis V3 vorhanden, und der Femur trägt die nahe beieinander stehenden dorsalen Trichobothrien d und i. Damit entspricht das Trichobothrien-Muster der Skorpione dem Typ C.

## Systematik

### Erstbeschreibung und Typmaterial
Die wissenschaftliche Beschreibung der gefundenen Skorpione erfolgte 2007 durch den israelischen Arachnologen Gershom Levy. Basierend auf der Morphologie stellte Levy sie in eine neue Gattung und Art, Akrav israchanani. Der Gattungsname Akrav ist das bereits in der Bibel verwendete hebräische Wort für „Skorpion“. Das Artepitheton ist eine Kombination der Vornamen von Israel Naaman, dem Entdecker der Skorpione, und Chanan Dimentman, einem israelischen Zoologen, der das Ökosystem der Höhle seit ihrer Entdeckung intensiv erforscht hat. Darüber hinaus bezieht es sich auf Israel als Terra typica der neuen Art.
Die Überreste aller vorgefundenen Skorpione befinden sich in den Sammlungen der Hebräischen Universität von Jerusalem. Der Holotypus hat die Inventarnummer „HUJsc. 2673“, sechs Paratypen haben die Nummern 2674 bis 2679. Die angegebene Typuslokalität ist die Ajalon-Höhle, als Sammler wurde Israel Naaman mit dem April 2006 angegeben.

### Familie Akravidae
Die in Israel verbreiteten und bis 2006 bekannten Skorpione gehören den Familien Buthidae und Scorpionidae an. Die in der Ajalon-Höhle vorgefundenen Skorpione konnten aufgrund deutlicher morphologischer Unterschiede weder in diese, noch in irgendeine andere der bisher beschriebenen Familien der Skorpione eingeordnet werden. Daher stellte Levy sie in die neue Familie Akravidae, innerhalb der Superfamilie Chactoidea.
Maßgebend für diese Entscheidung war die Kombination verschiedener taxonomischer Merkmale:
- Pedipalpen mit dem Trichobothrien-Muster des Typs C (Ausschluss der Familien Buthidae und Chaerilidae);
- fünfeckiges Sternum, länger als breit (Ausschluss der Familie Bothriuridae);
- halbmondförmige Atemöffnungen;
- glatte Finger der Cheliceren, ohne Sägezähne auf der ventralen Oberfläche; der bewegliche Finger mit nur einem subdistalen Dentikel, medialer und basaler Dentikel des festen Fingers voneinander getrennt (Ausschluss der Familien Iuridae und Caraboctonidae);
- Kammorgane mit Fulcra und nur wenigen großen Zähnen;
- keine tibialen Sporne;
- Basitarsi mit prolateralen und retrolateralen Spornen;
- Tarsi mit paarweisen ventralen Setae, ohne eine Reihe dazwischen liegender Dorne
- das fünfte Segment des Metasoma mit einem einzigen in der Mitte liegenden Kiel (Ausschluss der Familie Pseudochactidae mit zwei Kielen);
- der Stachel hat kein subakuleäres Tuberkel.

### Überprüfung der Befunde 2010
In den Jahren 2010 und 2011 untersuchten die Arachnologen Victor Fet, Michael E. Soleglad und Sergei L. Zonstein das Material in der Sammlung der Hebräischen Universität erneut. Bezüglich der Familienmerkmale stellten sie fest, dass Akrav israchanani abweichend von der Erstbeschreibung nur über den prolateralen Tarsalsporn verfügt.  Basierend auf dieser Abweichung, fehlerhaften Angaben Levys über die Anordnung der Dentikel auf den Chelae und auf Ähnlichkeiten mit der neuweltlichen Familie Superstitioniidae wurde der Status der Familie Akravidae in Frage gestellt. Die Gattung Akrav sei als Subtribus in die Familie Superstitioniidae, Unterfamilie Typhlochactinae zu stellen. Die Autoren nahmen aber vorläufig von einer förmlichen Synonymisierung Abstand und beabsichtigen eine umfassende phylogenetische Analyse der Akravidae und ihnen nahestehender Taxa. Trotz der abweichenden Einordnung von Akrav in bestehende Familien, mehrerer Änderungen taxonomisch wichtiger Merkmale und genauerer Angaben bezüglich der Körpermaße und anatomischer Details wurde Levys Erstbeschreibung im Kern bestätigt.
In seiner Erstbeschreibung erwähnte Levy den Fund einer „Milbe“ in einem der Exoskelette und erwog die Möglichkeit, dass die Weichteile der Skorpione von Milben verzehrt worden seien. Die genaue Untersuchung des von Levy als „Milbe“ identifizierten Tieres ergab, dass es sich ohne Zweifel um den mit 3,6 Millimetern Länge weit entwickelten Embryo eines Skorpions handelte. An den Hüllen der Skorpione, insbesondere innen, wurden zahlreiche kleine, dunkle Anhaftungen vorgefunden, die keinesfalls mit der Anatomie der Skorpione in Zusammenhang stehen, aber zwanglos als Kothaufen kleiner Aasfresser betrachtet werden können. In einigen Hüllen wurden an weicheren Stellen des Exoskeletts Fraßspuren vorgefunden. Als Verursacher kommen aus der Fauna der Ajalon-Höhle nur die etwa einen Millimeter messenden Springschwänze der Gattung Troglopedetes in Betracht.

## Ökologie

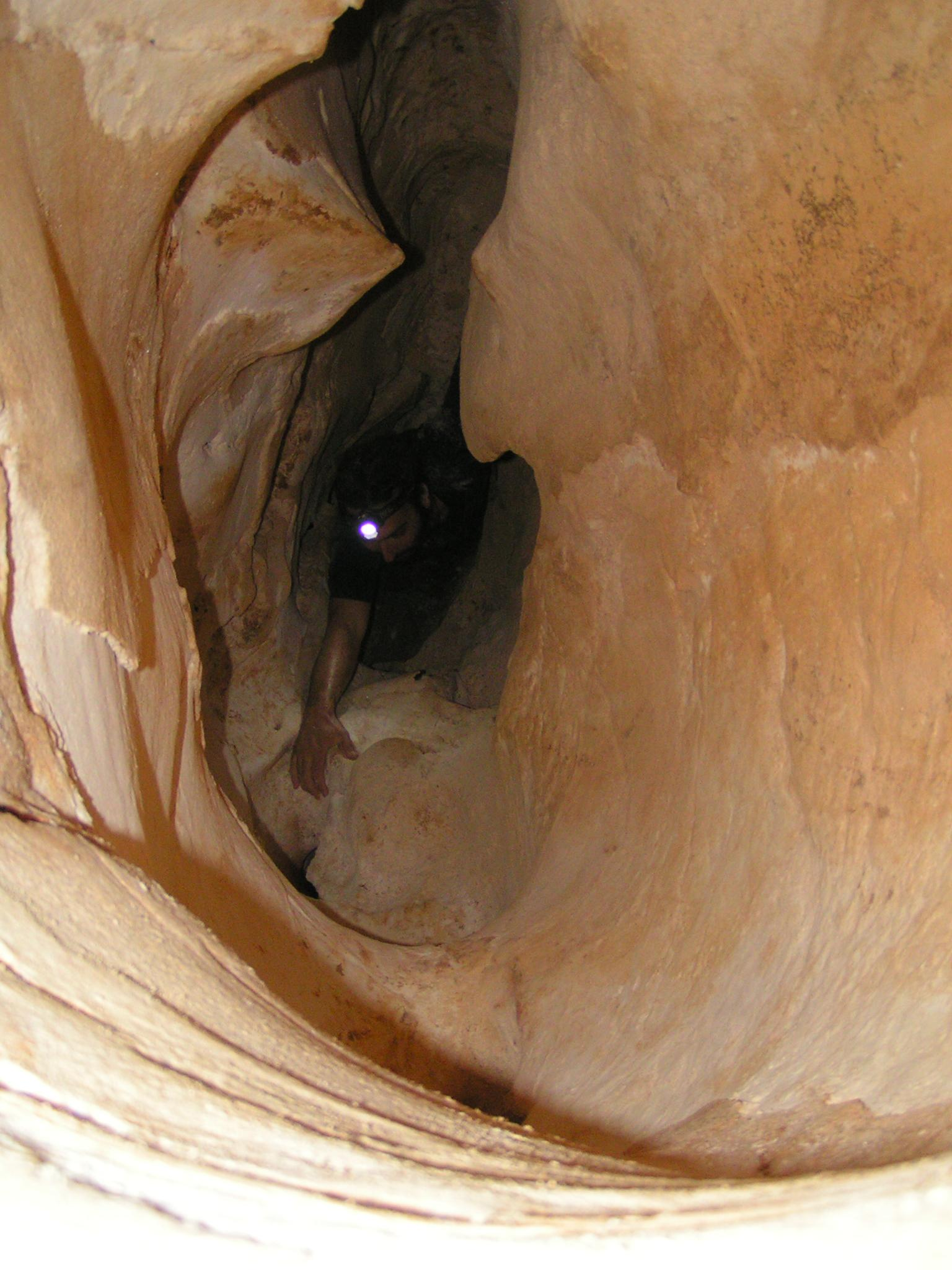
Verbindung zwischen verschiedenen Ebenen der Ajalon-Höhle

### Troglobionte Skorpione
Troglobionte Skorpione sind weltweit selten. Noch 1964 stellte der Zoologe Albert Vandel in seinem grundlegenden Werk Biospéologie. La Biologie des animaux cavernicoles fest, dass es keine strikt höhlenbewohnenden Skorpione gebe. Erst Ende der 1960er Jahre wurden in mexikanischen Höhlen mit Typhlochactas rhodesi und Typhlochactas reddelli die ersten troglobionten Skorpione entdeckt. 1985 waren 13 Arten bekannt, und die Zahl der beschriebenen Arten stieg seither stetig an. Die Verbreitung troglobionter Skorpione ist weitgehend auf die Tropen beschränkt, die Nachweise stammen aus Mexiko, Brasilien, Ecuador, Indonesien, Malaysia und von der Weihnachtsinsel. Von einer Anzahl weiterer in Höhlen aufgefundener Skorpione gilt als sicher, dass sie lediglich troglophile oder trogloxene Elemente der jeweiligen Fauna sind.
Das Auffinden einer Art höhlenbewohnender Skorpione in Israel, außerhalb der Tropen, war daher überraschend. Gemeinsam mit den Krebstieren der Höhle wurden sie als Reliktfauna aus der Zeit des tropischen Ozeans Tethys gedeutet. Andere Erklärungsversuche sehen sie als Teil eines unterirdischen Ökosystems, das sich eigenständig entwickelt hat. Schließlich wird die Möglichkeit in Betracht gezogen, dass die Skorpione sich nicht mit den Krebstieren entwickelt haben, sondern zu einem späteren Zeitpunkt die Höhle besiedelten und eingeschlossen wurden.

### Lebensraum
Die Ajalon-Höhle bildete bis zu ihrer Freilegung ein von der Außenwelt abgeschlossenes Ökosystem, in das wegen der darüber liegenden Dutzende Meter starken Kalksteinschicht weder Wasser noch organisches Material von der Oberfläche eindringen konnte. Die Höhle besteht neben einer Anzahl von Gängen aus einer großen Kammer mit einem See, in dem sich salzhaltiges Grundwasser mit einer hohen Konzentration von Schwefelwasserstoff befindet. Die Ajalon-Höhle befindet sich im Bereich der Ayalon Saline Anomaly, das Wasser des Höhlensees stammt ganz oder teilweise aus Thermalquellen.

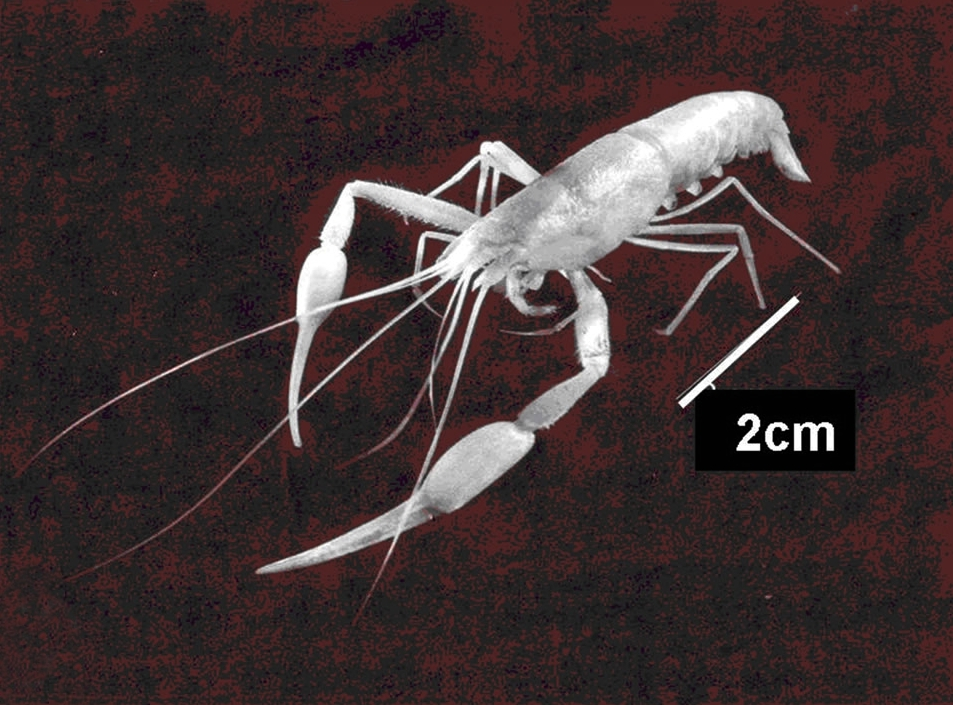
Typhlocaris ayyaloni, das größte Lebewesen der Höhle und potentielle Beute

### Nahrung
Das Ökosystem der Ajalon-Höhle basiert auf der von großen Mengen schwefeloxidierender Bakterien produzierten Biomasse. An Höhlentieren fand man lebende Populationen von Krebstieren, Pseudoskorpionen, Fischchen und Springschwänzen.
Bei der Isotopenuntersuchung der Skorpione wurde ein PDB-Wert von etwa −0,36 ‰ gemessen. Eine Ernährung von Bodenlebewesen aus einer normalen Atmosphäre würde zu einem Wert von −0,25 bis −0,18 ‰ führen, und die abweichenden Werte deuten auf eine Ernährung von organischer Substanz aus der Höhle hin.
Ein herausragendes anatomisches Merkmal von Akrav israchanani sind die hakenförmig gebogenen Spitzen der Chelae, insbesondere des festen Glieds. Bei geschlossenen Scheren greifen die Spitzen aneinander vorbei, und die gezähnten Kanten der Schere bilden einen Spalt. Diese für Skorpione einzigartige Form der Scheren wurde als eine mögliche Anpassung an den Fang wasserlebender Krebstiere gedeutet. Die im Höhlensee lebenden Krebse der Art Typhlocaris ayyaloni erscheinen als geeignete Beutetiere. Von einigen wenigen Skorpionen ist bekannt, dass sie in der Tidenzone Wasserasseln fangen oder amphibisch leben, und die Hüllen von Akrav israchanani wurden ausschließlich in unmittelbarer Nähe des Höhlensees gefunden.
In diesem Zusammenhang wurde auf ähnliche Ausformungen der Cheliceren von Sechsaugenspinnen der Gattung Dysdera hingewiesen, die sich von Asseln ernähren. Bei einigen Arten sind gegenüber anderen Vertretern der Gattung spezifische Verlängerungen der Cheliceren zu beobachten, die mit einer Spezialisierung auf bestimmte Beutetiere und mit einer besonderen Strategie des Beutefangs einhergehen.

## Aussterben

### Zeitliche Einordnung

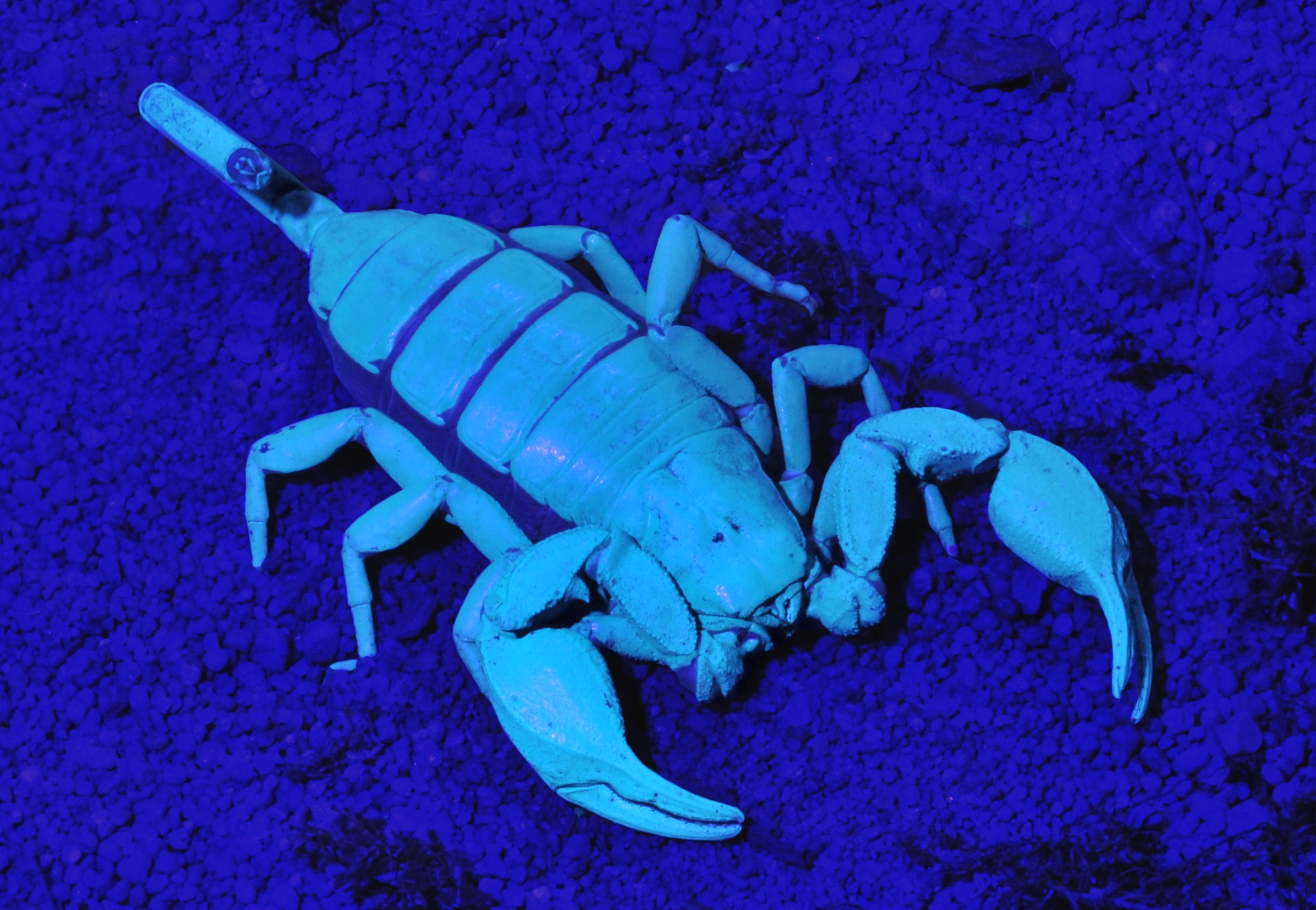
Skorpion der Art Euscorpius italicus unter UV-Licht

Die Untersuchung der gefundenen Überreste führte zu der Feststellung, dass es sich nicht um Fossilien, sondern um neuzeitlich verstorbene und ausgetrocknete Tiere handelte. In den Hüllen befanden sich keine Reste innerer Organe. Trotz intensiver Nachsuche konnten in der Ajalon-Höhle keine lebenden oder frisch verstorbenen Exemplare von Akrav israchanani gefunden werden. Es wird aber nicht ausgeschlossen, dass es in der Region weitere von der Außenwelt abgeschlossene Höhlen gibt, in denen eine Population der Tiere überlebt haben könnte.
Der gute Zustand der toten Tiere, insbesondere die aufgrund der klimatischen Bedingungen in der Höhle ausgebliebene Zersetzung des Chitins durch Bakterien oder Pilze, erschwerte die Feststellung des Todeszeitpunkts. Zahlreiche der geborgenen Tiere waren mit einer Salzkruste bedeckt, für die sowohl die hohe Luftfeuchtigkeit als auch eine Überspülung der Hüllen durch schwankende Wasserstände des Höhlensees als Ursache in Frage kommen. Anzeichen für eine beginnende Fossilisation wurden nicht gefunden.
Einer der frühesten Befunde war die noch erhaltene Fluoreszenz der Hüllen unter Ultraviolettstrahlung. Diese Fluoreszenz ist für Skorpione typisch und wird beim Fang lebender Skorpione oft ausgenutzt. Die noch vorhandene Fluoreszenz erlaubt jedoch keine zeitliche Einordnung der Funde. Skorpione in Museumssammlungen mit einem Alter von 150 bis 200 Jahren fluoreszieren ebenfalls, während bei 250 bis 300 Millionen Jahre alten Fossilien aus dem Karbon bis Trias die Körperoberflächen chemisch verändert sind und nicht mehr fluoreszieren.
Erst eine im Jahr 2011 veröffentlichte Forschungsarbeit zur Entstehungsgeschichte der Ajalon-Höhle und zu anthropogenen Veränderungen des Grundwasserspiegels im Bereich der Höhle erlaubte die Eingrenzung des Aussterbens von Akrav israchanani. Im Rahmen der Untersuchungen wurden die Wasserstände des Höhlensees Höhle seit 1951 rekonstruiert. Die Lage der toten Skorpione und ein Abgleich mit den rekonstruierten Wasserständen in der Höhle erlaubte die Feststellung, dass Akrav israchanani zwischen 1960 und 1991 ausgestorben ist.

### Vermutete Ursachen
Die vorgefundenen Hüllen wiesen in keinem Fall Zeichen äußerer Verletzungen auf, wie sie bei einem Kampf mit einem Jäger unvermeidlich wären. Darüber hinaus wurden in der Höhle keine Spuren von Tieren entdeckt, denen die Skorpione zum Opfer gefallen sein könnten. Andere höhlenbewohnende Skorpione stehen in ihren Ökosystemen stets an der Spitze der Nahrungskette.
Für den Bereich der Ajalon-Höhle ist seit 1951 ein durch Abpumpen des Grundwassers bedingtes Absinken des Grundwasserpegels um 13 Meter festgestellt worden. Dadurch sank die Fläche des Höhlensees von etwa 4.000 auf etwa 400 Quadratmeter. Die durch die Verkleinerung des Lebensraums geringere Produktion von Biomasse wird als möglicher Grund für das Aussterben des Skorpions Akrav israchanani angesehen, der mit seiner Position am Ende der Nahrungskette in besonderem Maß von Störungen des Ökosystems betroffen war.
In der Höhle wurden zunächst keine möglichen Beutetiere der Skorpione vorgefunden, so dass in der Erstbeschreibung Nahrungsmangel als eine mögliche Ursache des Aussterbens angesehen wurde. Dem steht wiederum das Fehlen äußerer Verletzungen bei den gefundenen Tieren entgegen. Skorpione zeigen bei Nahrungsmangel Kannibalismus, und zumindest einige der toten Tiere hätten entsprechende Spuren aufweisen müssen. Die Interpretation der verlängerten und hakenförmig gebogenen Chelae als Anpassung an den Fang von Krebstieren aus dem Höhlensee ist neueren Datums und spricht ebenfalls gegen die These vom Verlust der Nahrungsgrundlage.
Die in der Ajalon-Höhle vorgefundenen Skorpione hatten bei ihrem Tod ein unterschiedliches Lebensalter, es gab vollständig ausgewachsene und jüngere Tiere, aber keine Jugendstadien. Dennoch deutet der Fund eines Embryos in einer der Hüllen auf eine sich reproduzierende Population hin. Die Gesamtsituation in der Höhle spricht für den plötzlichen Tod der gesamten Population, und nicht für eine Ansammlung leerer Hüllen über mehrere Generationen. Ein mögliches katastrophales Ereignis wäre die Freisetzung einer großen Menge Schwefelwasserstoff aus dem Höhlensee, die den Tod der Skorpione herbeigeführt hat. Das Überleben anderer landlebender Arthropoden lässt sich zwanglos damit begründen, dass die Population der Skorpione zahlenmäßig klein war und sich im besonders gefährdeten Bereich des Höhlensees aufhielt.